# Tater Tots
Tater Tots è un marchio di crocchette di patate della Ore-Ida, sussidiaria dell'azienda statunitense Heinz.

## Storia
Le Tater Tots furono ideate nel 1953, quando F. Nephi Grigg e Golden Grigg, fondatori della Ore-Ida, azienda statunitense di surgelati, studiarono un metodo per recuperare gli scarti delle patate tagliate a pezzi durante la lavorazione del cibo da loro prodotto. Dopo aver ridotto in poltiglia gli avanzi delle patate, e averli insaporiti con farina e altri condimenti, la miscela così ottenuta veniva suddivisa in tante crocchette cilindriche. Il marchio fu lanciato nel 1956.
Gli statunitensi consumano 3.710.000.000 Tater Tots all'anno (che corrispondono a un totale di 32.000.000 kg di prodotto per anno). Benché si tratti di sia un marchio depositato (i cui diritti sono detenuti da Ore-Ida), gli statunitensi considerano Tater Tots alla stregua di un marchio generico, e molti libri di cucina spiegano come prepararle.